# Fañch Morvannou
 François Morvannou dit Fañch Morvannou né le 20 novembre 1931 au Cloître-Pleyben (Finistère) et mort le 6 mai 2019 à Brest à 87 ans, est un universitaire breton défenseur de la langue bretonne et militant de l’Union démocratique bretonne.

## Biographie
Fañch Morvannou, François Morvannou pour l'état civil, est né le 20 novembre 1931 au Cloître-Pleyben (Finistère). Linguiste agrégé de lettres classiques et docteur en celtique, il a enseigné comme professeur de latin puis de breton à l'université de Bretagne-Occidentale (UBO),,. Il était également chercheur associé au Centre de recherche bretonne et celtique (CRBC). 
Fañch Morvannou a été le directeur de la revue Planedenn (br). 
De 1992 à 2001, il a conçu, produit et présenté une émission de radio hebdomadaire en langue bretonne, Skrivagner or bro, sur RCF-Rivages (diocèse du Finistère). Il a été membre de la commission interdiocésaine de traduction des textes liturgiques en langue bretonne de 1999 à 2004, et coordinateur de la commission Yez ha sevenadur (Langue et culture bretonne) du diocèse de Quimper de 2005 à 2010. Le pape François l'a nommé chevalier de l'ordre de Saint-Grégoire-le-Grand en 2013 pour services rendus à l'Église, par ses travaux de recherches, de traductions, et ses publications au sein du diocèse de Quimper et de Léon.

## Engagement politique
Fañch Morvannou a été membre de l'Union démocratique bretonne (UDB). Il avait d'ailleurs pris en charge la direction du mensuel brittophone Pobl Vreizh de juin 1976 jusqu'à sa dernière parution en mai 1982. Il a également été un militant de l'association Ar Falz.

## Publications
Il est l'auteur de nombreuses contributions dans les revues Armorica (éditée de 1996 à 2000), Hor Yezh, Al Liamm, Ar Falz et Brud Nevez.

### Langue, pédagogie
- Fañch Morvannou (ill. Jean-Louis Goussé), Le breton sans peine, Chennevières-sur-Marne, Assimil, 1975-1979, 672 p., 18 cm (2 tomes et 4 cassettes audio en coffret carton) (ISBN 978-2-7005-0078-3 et 2-7005-0078-4)
- Fañch Morvannou, Initiation au breton sans peine, Assimil, 1980, 186 p.  (ISBN 2-7005-0090-3)
- Fañch Morvannou (préf. Robert Laffont), Le breton, la jeunesse d'une vieille langue, Brest (1re éd.), Lannion (2e et 3e éd.), Presses populaires de Bretagne, coll. « Les cahiers du Peuple breton / hors-série », 1980 (1re éd.), 1988 (2e éd.) et 1994 (3e éd.), 90 p., 21 cm (ISBN 978-2-9502619-0-8 et 2-9502619-0-6, présentation en ligne)
- Traduire en breton. Treiñ e brezhoneg. Fañch Morvannou dans le texte. Une brassée de ses thèmes bretons, présenté par Ronan Calvez, Morlaix, Skol Vreizh, 2011  (ISBN 978-2-915623-76-5)

### Études
- Aspects de la littérature bretonne vannetaise dans la première moitié du XIXe siècle, thèse, Brest, 1988.
- Saint Guénaël. Etudes et documents, Centre de recherche bretonne et celtique (CRBC), Brest, 1997.

### Traductions
- An Utopia, Tomaz Mor, traduction en breton depuis le latin de l'ouvrage de Thomas More L'Utopie, publiée dans la revue Planedenn, no 31-32-33, 1991.
- Jakez Kerrien, Ar Roc'h Toull (texte breton et traduction française en regard), traducteur et préfacier, Brest, Armorica, 2000, 119 p.  (ISBN 978-2-914398-00-8).
- Le bienheureux Julien Maunoir, missionnaire en Bretagne. Journal latin des missions. 1631-1650 (texte latin et traduction française en regard), Quimper, Société archéologique du Finistère, décembre 2020, 387 p.  (ISBN 978-2-906790-22-3).

### Cantiques bretons, liturgie
- « Langue bretonne et liturgie », Semaine Religieuse de Quimper et de Léon, 20 juin 1973, p. 341-351
- Kanennoù ar feiz. Les chants de la foi, Paris, Éditions du Layeur / Notre Histoire, 1998, 47 p., (livre-CD) (ISBN 978-2-911468-17-9, présentation en ligne)

### Biographies
- (br) O Klask Armand Robin, Brest, Armorica, 2001, 117 p.  (ISBN 978-2-914398-01-5).
- (fr + br) Michel Le Nobletz / Mikêl an Nobletz  (avec Y. P. Castel), Tréflévénez, Minihi Levenez, 2002, 139 p. (ISBN 2-908-203-16-2)
- (fr + br) Franz Stock. La Bretagne, moments vécus. Breiz, pennadou-amzer tremenet enni  (avec Marie-José Robert et Joël Goyat), Minihi Levenez, 2004, 224 p. (ISBN 978-2-908230-23-9).
- Marcel Callo (1921-1945), mort à Mauthausen, Brest, chez l'auteur, 2007, 270 p.; réédité en 2013  (ISBN 978-2-9528835-0-4).
- (fr + br) Marcel Callo, Jociste et Martyr. Josist ha merzer (1921-1945)  (avec Job an Irien), Minihi Levenez, 2007, 224 p. (ISBN 978-2-908230-31-4).
- Julien Maunoir, Missionnaire en Bretagne, t. 1 : 1606-1648, Brest, chez l’auteur, 2010, 372 p. (ISBN 978-2-9529759-3-3)
- Julien Maunoir, Missionnaire en Bretagne, t. 2 : 1649-1683, Brest, chez l’auteur, 2012, 512 p. (ISBN 978-2-9528835-1-1, présentation en ligne)